# Kanton Le Hom
Der Kanton Le Hom (bis 23. Februar 2021 Kanton Thury-Harcourt) ist ein französischer Wahlkreis im Département Calvados in der Region Normandie. Er umfasst 42 Gemeinden im Arrondissement Caen und hat sein bureau centralisateur in Thury-Harcourt. Im Rahmen der landesweiten Neuordnung der französischen Kantone wurde er im Frühjahr 2015 erheblich erweitert.

## Gemeinden
Der Kanton besteht aus 42 Gemeinden mit insgesamt 24.960 Einwohnern (Stand: 1. Januar 2022) auf einer Gesamtfläche von 387,79 km²:
| Gemeinde                 | Einwohner 1. Januar 2022 | Fläche km² | Dichte Einw./km² | Code INSEE | Postleitzahl |
| ------------------------ | ------------------------ | ---------- | ---------------- | ---------- | ------------ |
| Barbery                  | 758                      | 8,60       | 88               | 14039      | 14220        |
| Boulon                   | 816                      | 14,96      | 55               | 14090      | 14220        |
| Bretteville-le-Rabet     | 297                      | 4,53       | 66               | 14097      | 14190        |
| Bretteville-sur-Laize    | 1.911                    | 9,68       | 197              | 14100      | 14680        |
| Cauvicourt               | 560                      | 9,62       | 58               | 14145      | 14190        |
| Cauville                 | 170                      | 5,76       | 30               | 14146      | 14770        |
| Cesny-les-Sources        | 1.415                    | 33,89      | 42               | 14150      | 14220        |
| Cintheaux                | 176                      | 7,58       | 23               | 14160      | 14680        |
| Clécy                    | 1.301                    | 24,63      | 53               | 14162      | 14570        |
| Combray                  | 143                      | 4,51       | 32               | 14171      | 14220        |
| Cossesseville            | 105                      | 4,74       | 22               | 14183      | 14690        |
| Croisilles               | 646                      | 10,23      | 63               | 14207      | 14220        |
| Culey-le-Patry           | 379                      | 7,81       | 49               | 14211      | 14220        |
| Donnay                   | 318                      | 11,19      | 28               | 14226      | 14220        |
| Espins                   | 246                      | 4,58       | 54               | 14248      | 14220        |
| Esson                    | 570                      | 8,86       | 64               | 14251      | 14220        |
| Estrées-la-Campagne      | 252                      | 7,45       | 34               | 14252      | 14190        |
| Fresney-le-Puceux        | 803                      | 9,65       | 83               | 14290      | 14680        |
| Fresney-le-Vieux         | 324                      | 2,48       | 131              | 14291      | 14220        |
| Gouvix                   | 828                      | 5,18       | 160              | 14309      | 14680        |
| Grainville-Langannerie   | 786                      | 5,32       | 148              | 14310      | 14190        |
| Grimbosq                 | 284                      | 8,63       | 33               | 14320      | 14220        |
| La Pommeraye             | 66                       | 2,80       | 24               | 14510      | 14690        |
| Le Bô                    | 126                      | 3,90       | 32               | 14080      | 14690        |
| Le Bû-sur-Rouvres        | 118                      | 2,83       | 42               | 14116      | 14190        |
| Les Moutiers-en-Cinglais | 528                      | 6,75       | 78               | 14458      | 14220        |
| Le Vey                   | 130                      | 3,53       | 37               | 14741      | 14570        |
| Martainville             | 119                      | 5,84       | 20               | 14404      | 14220        |
| Meslay                   | 344                      | 5,69       | 60               | 14411      | 14220        |
| Montillières-sur-Orne    | 561                      | 9,31       | 60               | 14713      | 14210        |
| Moulines                 | 274                      | 9,38       | 29               | 14455      | 14220        |
| Mutrécy                  | 578                      | 6,71       | 86               | 14461      | 14220        |
| Ouffières                | 197                      | 4,21       | 47               | 14483      | 14220        |
| Saint-Germain-le-Vasson  | 960                      | 9,41       | 102              | 14589      | 14190        |
| Saint-Lambert            | 265                      | 7,45       | 36               | 14602      | 14570        |
| Saint-Laurent-de-Condel  | 510                      | 12,31      | 41               | 14603      | 14220        |
| Saint-Omer               | 190                      | 8,07       | 24               | 14635      | 14220        |
| Saint-Rémy               | 982                      | 7,52       | 131              | 14656      | 14570        |
| Saint-Sylvain            | 1.454                    | 13,48      | 108              | 14659      | 14190        |
| Soignolles               | 116                      | 5,77       | 20               | 14674      | 14190        |
| Thury-Harcourt-le-Hom    | 3.593                    | 46,93      | 77               | 14689      | 14220        |
| Urville                  | 761                      | 6,02       | 126              | 14719      | 14190        |
| Kanton Le Hom            | 24.960                   | 387,79     | 64               | 1422       | –            |

Bis zur landesweiten Neuordnung der französischen Kantone im März 2015 gehörten zum Kanton Thury-Harcourt die 26 Gemeinden Acqueville, Angoville, Caumont-sur-Orne, Cauville, Cesny-Bois-Halbout, Clécy, Combray, Cossesseville, Croisilles, Culey-le-Patry, Donnay, Espins, Esson, La Pommeraye, La Villette, Le Bô, Le Vey, Martainville, Meslay, Placy, Saint-Denis-de-Méré, Saint-Lambert, Saint-Omer, Saint-Rémy, Thury-Harcourt und Tournebu. Sein Zuschnitt entsprach einer Fläche von 187,93 km2. Er besaß vor 2015 einen anderen INSEE-Code als heute, nämlich 1431.

## Veränderungen im Gemeindebestand seit der landesweiten Neuordnung der Kantone
2019:
- Fusion Acqueville, Angoville, Cesny-Bois-Halbout, Placy und Tournebu → Cesny-les-Sources
- Fusion Goupillières und Trois-Monts → Montillières-sur-Orne

2016: 
- Fusion Caumont-sur-Orne, Curcy-sur-Orne, Hamars, Saint-Martin-de-Sallen und Thury-Harcourt → Thury-Harcourt-le-Hom

## Politik
| Vertreter im Departementrat | Vertreter im Departementrat | Vertreter im Departementrat |
| Amtszeit                    | Namen                       | Partei                      |
| --------------------------- | --------------------------- | --------------------------- |
| 2001–2015                   | Paul Chandelier             | DVD                         |
| 2015–                       | Paul Chandelier Sylvie Jacq | DVD                         |

## Bevölkerungsentwicklung
| 1962  | 1968  | 1975  | 1982  | 1990  | 1999  | 2006  | 2011   |
| ----- | ----- | ----- | ----- | ----- | ----- | ----- | ------ |
| .8426 | .8167 | .8155 | .8478 | .8851 | .9121 | .9467 | 10.038 |

## Nachweise
1. ↑  Décret n° 2021-213 du 24 février 2021 actualisant les dénominations des communes dans les décrets portant délimitation des cantons, www.legifrance.gouv.fr, abgerufen am 29. Januar 2022